# It Goes Like It Goes
It Goes Like It Goes es una canción del año 1979 escrita y compuesta por los estadounidenses David Shire y Norman Gimbel respectivamente, para la película Norma Rae, ganadora del premio Óscar a la mejor canción original de dicho año. En su versión original está cantada por la artista Jennifer Warnes.

## Curiosidades
Esta fue la primera canción interpretada por Jennifer Warnes ganadora del Óscar a la mejor canción original; posteriormente lo lograría en otras dos ocasiones: Up Where We Belong de Oficial y caballero (1982) y (I've Had) The Time of My Life de Dirty Dancing (1987), junto a Bill Medley.
Poco después de ganar el Óscar, la canción fue grabada por la cantante inglesa Dusty Springfield.

## Letra
Ain't no miracle being born
 People doin' it everyday
 It ain't no miracle growing up, ah
 People just grow that way
So it goes like it goes
 Like the river flows
 And time it rolls right on
 And maybe what's good gets a little bit better
 And maybe what's bad gets gone
Ah, bless the child of a working man
 She knows too soon who she is
 And bless the hands of a working man
 Oh, he knows his soul is his
So it goes like it goes
 Like the river flows
 And time it rolls right on
 And maybe what's good gets a little bit better
 And maybe what's bad gets gone
So it goes like it goes
 Like the river flows
 And time keeps rolling right on, oh
 And maybe what's good gets a little bit better
 And maybe what's bad gets gone